# La mujer del abanico
La mujer del abanico (La Femme à l'éventail) es un cuadro pintado por Amadeo Modigliani en 1919. Se trata de un retrato de Lunia Czechowska con atuendo amarillo y un abanico en la mano.
Según Czechowska en sus Memorias, Jonas Netter lo compró en el momento por 150 francos.
Fue una de las obras de arte robadas al Museo de Arte Moderno de París el 20 de mayo de 2010, en un asalto en el que se robaron obras por valor de 100 millones de euros.